# Cordova (Karolina Południowa)
Cordova – miasto w Stanach Zjednoczonych, w stanie Karolina Południowa, w hrabstwie Orangeburg.